# Franz Stanzl (Autor)

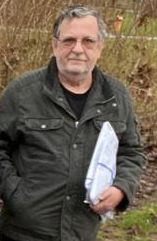
Franz Stanzl (2020)

Franz Stanzl (* 1952 in Wien) ist ein österreichischer Schriftsteller.

## Leben
Franz Stanzl studierte Rechtswissenschaften, war jedoch auf diesem Gebiet nie beruflich tätig, sondern arbeitete als Hauptschullehrer für Englisch und Geschichte. Seit 1988 ist er freier Autor. Franz Stanzl lebt in Wien.
Er schreibt für die meisten deutschsprachigen Rundfunkanstalten – insbesondere für RBB, BR und ORF. Für dessen Kinder-TV verfasste er auch eine Reihe von Drehbüchern. Neben Beiträgen in Zeitungen, Zeitschriften und Anthologien veröffentlichte er mehrere Kinderbücher und Hörmedien. 2020 erschien Stairway 8, sein erster Roman.

## Werke

### Bücher
- Kunibert und der Drache, Schneider, München 1991, ISBN 978-3505044304
- Adolar und Willibald, Esslinger J&V, Esslingen-Wien, 1996, ISBN 978-3244200467
- Stairway 8, myMorawa, Wien, 2020, ISBN 978-3991108818

### Hörmedien
- Der kleine König Caligulo, Patmos, München 1991 (Cassette)
- Ritter Leopold, Patmos, München 1992 (Cassette)

### Hörspiele
- Abendstille - ORF (Wien), 1975
- Lebenslänglich ORF (Wien), 1989

### Rundfunk (Kinder)
- ORF, Traummännlein: 20 Sendungen (1989–1990)
- SFB, Ohrenbär: 6 mehrteilige Sendungen(1989–1992)
- BR, Betthupferl: 120 Sendungen (1989–1996)
- SDR, Kinderprogramme: 16 Sendungen (1991–1998)
- SR, Raben-Ei: 9 mehrteilige Sendungen (1991–1999)
- SWR, Abendgeschichte: 10 Sendungen (1998–2001)

### Rundfunk (Kabarett, Sketches)
- RB: 2 Sendungen (1988–1989)
- WDR: 9 Sendungen (1989–1991)

### TV (Drehbücher)
- 39 Drehbücher für Mimi's Villa Schnattermund – ORF 1 (1999–2001)

### Beiträge in Anthologien und Sammelbänden
Eine Vielzahl an Beiträgen – etwa:
- Der Clown Bongo – In: Heitere Geschichten und Gedichte für den ganzen Tag, Der KinderbuchVerlag, Berlin, 1998

- Schnuckiputz – In: Das große Jahrbuch für Kinder, Velber, Seelze, 1998

### Veröffentlichungen in Zeitungen, Zeitschriften, Literaturzeitschriften etc.
Eine Vielzahl an Beiträgen – etwa in:
- Weite Welt, Nettetal
- Spielen und Lernen, Seelze
- Badisches Tagblatt, Baden-Baden
- Der Sonntag, Wiesbaden
- Sächsische Zeitung, Dresden

### Youtube
- Märchen, Geschichten und so - Literatur für Kinder (ab 2025)

## Preise
- 1975: Förderungspreis der Theodor-Körner-Stiftung
- 1976: Josef-Misson-Preis des Internationalen Dialektinstituts für Lebenslänglich (Hörspiel)
- 1982: Preis im Wettbewerb des Club Monte Laa für Der böse Zauberer Ismirwurscht
- 1987: Förderungspreis der Theodor-Körner-Stiftung
- 1988: Förderungsbeitrag des Adolf-Schärf-Fonds („Literatur für Natur“)